# Акрукс
Акрукс (Альфа Південного Хреста, α Crucis) — це найяскравіша зоря сузір'я Південний Хрест, яка при сумарній видимій зоряній величині 0,77, є 12-ю за яскравістю зорею на нічному небі. Акрукс є найпівденнішою зорею першої величини, трохи південнішою, ніж Альфа Центавра.

## Фізичні якості
Акрукс — це зоряна система, розташована за 321 світловий рік від Землі. Візуально можна вирізнити лише два її компоненти — α1 та α2, розділені 4 мінутами. α1 має зоряну величину 1,40, α2 — величину 2,09, вони обидві є гарячими зорями спектрального класу B (майже клас O), з температурами поверхні близько 28 000 та 26 000 K відповідно. Їхні яскравості становлять 25 000 та 16 000 яскравості Сонця. α1 та α2 обертаються довкола центру мас з таким довгим періодом, що їхній рух ледве помітно. За мінімальної відстані 430 астрономічних одиниць, період може становити 1500 років або навіть довше.
α1 сама є спектроскопічною подвійною зорею з компонентами, маси яких оцінюються у 14 та 10 мас Сонця, що обертаються навколо центра мас за 76 днів на відстані приблизно в одну астрономічну одиницю. Маси α2 та яскравішого компонента з α1 дають змогу припустити, що вони колись вибухнуть надновими. Тьмяніший компонент α1 може пережити такий вибух і стати масивним білим карликом.
Ще один субгігант класу B4, Альфа Південного Хреста C або α-3 Cru, лежить за 90 мінут від потрійної системи Акрукса та повторює її рух у космосі, що може свідчити про його гравітаційний зв'язок з Акруксом, і тому його в цілому вважають фізично пов'язаним з Акруксом. Але також було висловлено припущення, що Альфа Південного Хреста C недостатньо яскрава для свого класу і тому, можливо, система є лише оптичною подвійною зорею.
Ріццуто з колегами у 2011 році визначили, що система Акрукса з ймовірністю 66 % є членом підгрупи Нижнього Центавра — Південного Хреста у зоряній асоціації Скорпіона — Центавра. До того Акрукс не вважали членом цієї групи.

## Етимологія
Назва «Акрукс» — це «американізм» від повної назви у каталозі Баєра «Альфа Південного Хреста» (α Crucis), утворений у XIX сторіччі, але набув поширення лише в середині XX сторіччя.
Оскільки Акрукс має схилення −63°, це найпівденніша зоря першої величини, він видимий лише південніше 27° пн. ш. Тому він ледве сходить у таких містах як Маямі, Флорида, чи Карачі, Пакистан (обидва на широті бл. 25° пн. ш.) та не видимий з України. Однак внаслідок кутової прецесії Землі зорю було видно стародавнім астрономам Індії, які назвали її «Трі-шанку», а також давнім грекам та римлянам, які вважали її частиною сузір'я Центавра.
Китайська назва 十字架 (Shí Zì Jià, «Хрест»), стосувалась астеризму, що складався з α Південного Хреста, γ Південного Хреста, β Південного Хреста та δ Південного Хреста, а сама α Південного Хреста була відома як 十字架二 (Shí Zì Jià èr, «друга зоря Хреста».).
Португальською мовою зоря відома як Estrela de Magalhães («Зоря Магеллана»).
Акрукс зображений на прапорах Австралії, Нової Зеландії, Самоа, та Папуа — Нової Гвінеї як одна з 5 зір Південного Хреста. Вона також наявна на прапорі Бразилії, разом із 26 іншими зорями, кожна з яких символізує штат. Акрукс символізує штат Сан-Паулу.

## Значущі спостереження
Другого жовтня 2008 року апарат «Кассіні — Гюйгенс» розділив три компоненти (A, B та C) зоряної системи, коли її затемнив диск Сатурна.